# Gnophaela latipennis
Gnophaela latipennis là một loài bướm đêm thuộc phân họ Arctiinae, họ Erebidae.